# George Crum

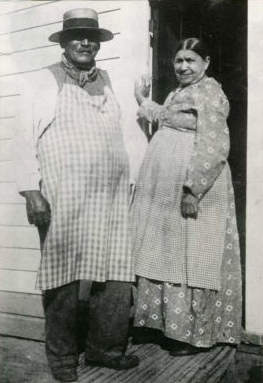
George Crum i „Aunt Kate” Weeks

George Crum, właśc. George Speck (ur. 1828 w Malcie, zm. 22 lipca 1914) – amerykański kucharz Moon’s Lake House w 
Saratoga Springs w stanie Nowy Jork, prawdopodobny wynalazca ziemniaczanych chipsów.

## Wynalezienie chipsów
24 sierpnia 1853 roku do lokalu w którym pracował Crum przyszedł klient, który zamówił frytki. Kiedy kelner przyniósł danie, klient zaczął narzekać na ich grubość. Rozgniewany Crum postanowił przygotować ich całkowite przeciwieństwo. Pokroił ziemniaka w plasterki grubości papieru, usmażył w głębokim tłuszczu na chrupko, przesadnie posolił i doprawił. Wbrew oczekiwaniom kucharza, klient zamiast się rozgniewać wpadł w zachwyt. Chipsy stały się popularne i zasłynęły pod nazwą „Saratoga chips” oraz „ziemniaczanych chrupek”. Crum otworzył swoją własną restaurację w 1860 roku. Ziemniaczane chipsy, które oferował, stały się lokalnym przysmakiem i były nim do czasów prohibicji, kiedy to biznesmen Herman Lay spopularyzował je na obszarze południowo-wschodniego wybrzeża.